# Fisksätra
Fisksätra is een plaats in de gemeente Nacka in het landschap Södermanland en de provincie Stockholms län in Zweden. De plaats heeft 6864 inwoners (2005) en een oppervlakte van 102 hectare.

## Verkeer en vervoer
Bij de plaats loopt de Länsväg 228.
De plaats heeft een station aan een spoorlijn.

## Geboren
- Rami Shaaban (30 juni 1975), voetballer

## Galerij

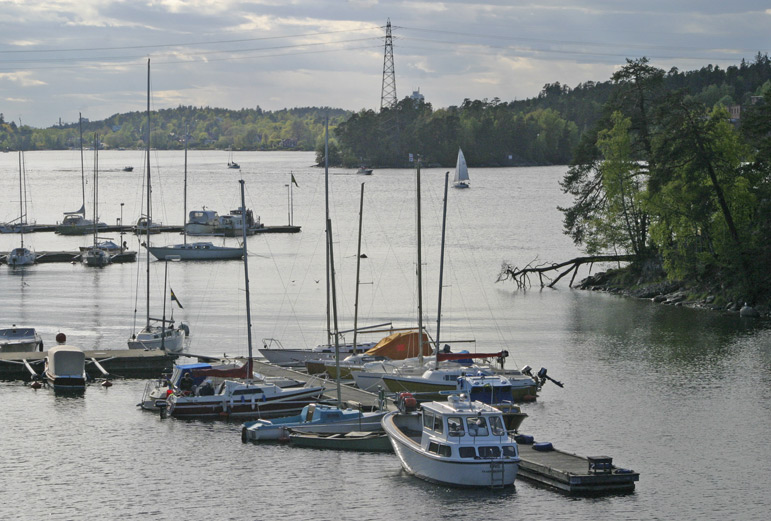
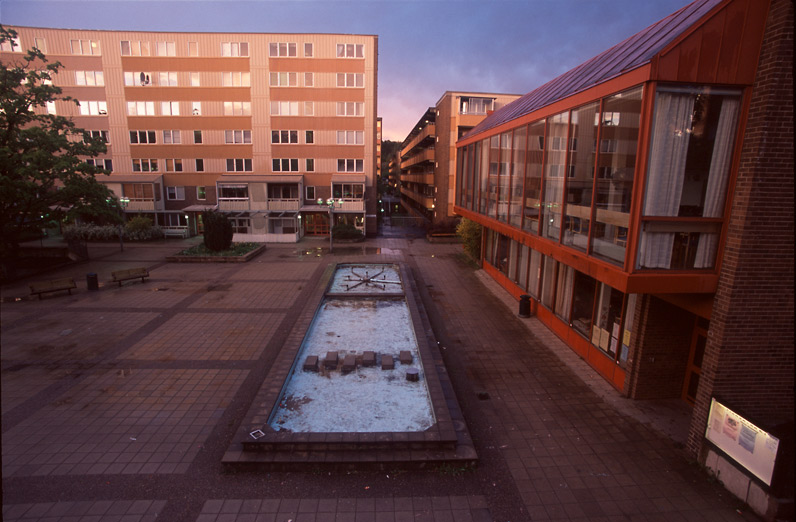
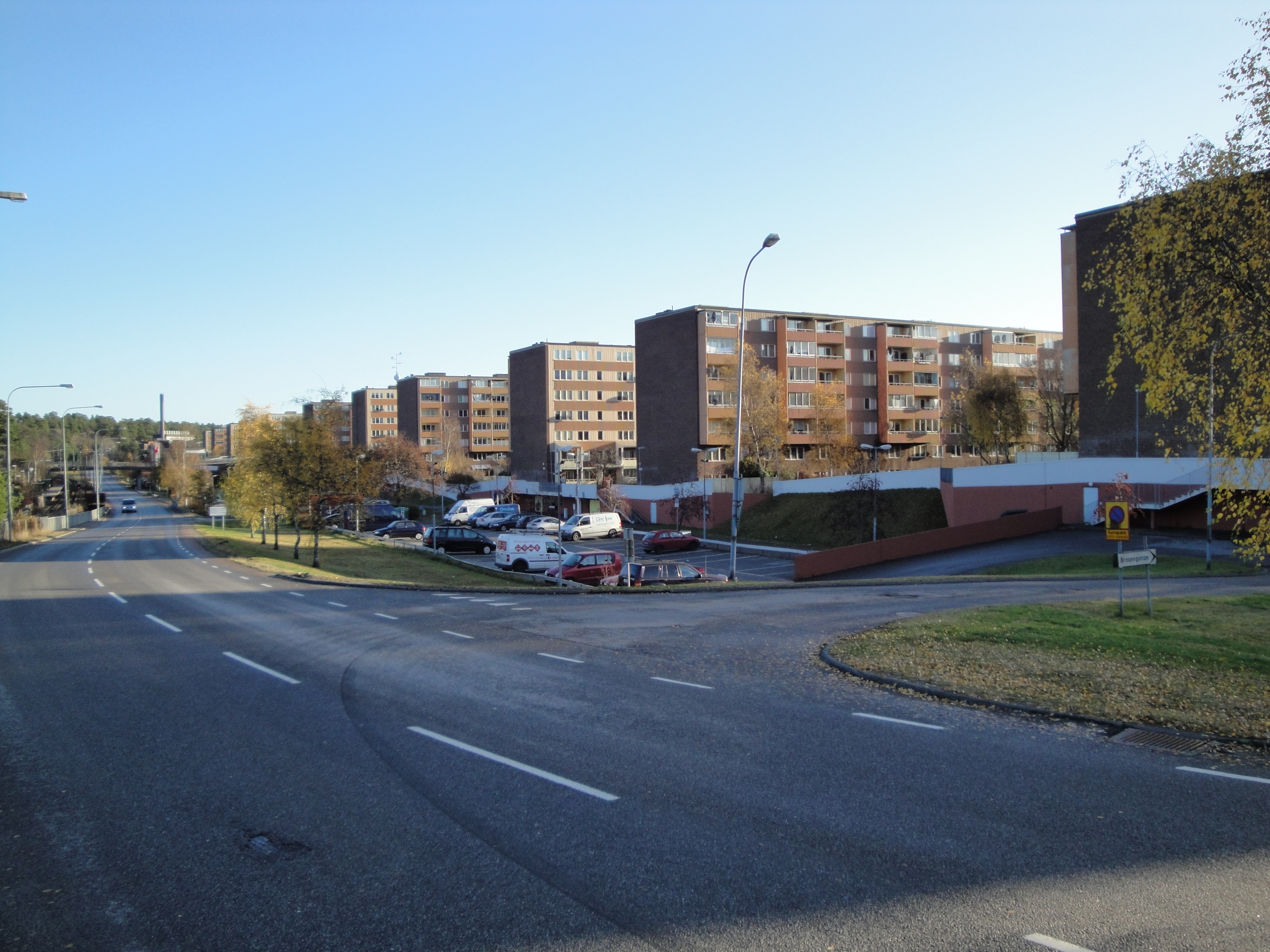